# 멜리페우코
멜리페우코(스페인어: Melipeuco)는 칠레 아라우카니아 주 카우틴 현의 코무나이다.